# Тоткомлош
Тоткомлош (угор. Tótkomlós) — місто в медьє Бекеш в Угорщині. Місто займає площу 125,40 км², на якій проживає 6615 жителів.

## Відомі уродженці і жителі
- Пал Завада — угорський соціолог і письменник словацького походження.

| Угорщина | Це незавершена стаття з географії Угорщини. Ви можете допомогти проєкту, виправивши або дописавши її. |